# Barat Lanyan
Barat Lanyan is een bestuurslaag in het regentschap Bireuen van de provincie Atjeh, Indonesië. Barat Lanyan telt 429 inwoners (volkstelling 2010).